# エイミー・ビーチ

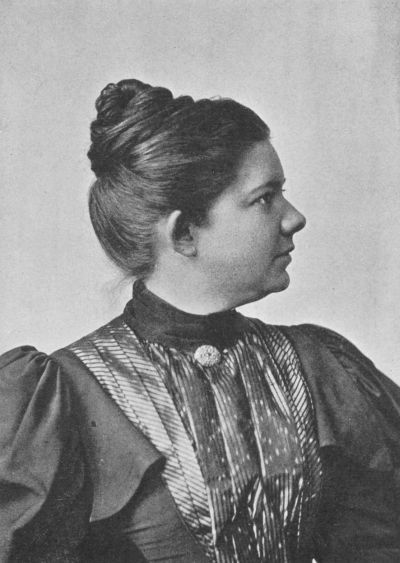
エイミー・ビーチ

エイミー・ビーチ（Amy Marcy Beach, 1867年9月5日 - 1944年12月27日）は、アメリカ合衆国のピアニスト・作曲家。創造的な作曲家として成功した最初のアメリカ人女性である。生前は当時の習慣に従ってビーチ夫人（Mrs. H.H.A. Beach） と名乗って音楽活動に携わった。

## 生涯
ニューハンプシャー州ヘニカー出身で旧姓はマーシー＝チェニー（Marcy Cheney）。両親はともにピルグリム・ファーザーズにさかのぼる家系で、父方のマーシー家は政治・軍事・外交・学問・工業で成功者を輩出している。母親クレアは結婚によって断念したが、すぐれたピアニストであった。
幼少期より神童ぶりを発揮し、4歳で即興演奏や作曲を開始、それまでに40曲を口ずさむことができたといわれる。6歳から厳格でうるさ型の母親にピアノの手ほどきを受け、まもなくショパンやシューマンを含むレパートリーを、非公式の場で演奏することができるようになり、また自作を記譜して残す習慣も身につけた。1883年にピアニストとして正式にデビューし、いくつかの協奏曲をボストン交響楽団と共演する。
1885年にボストンの外科医ヘンリー・ビーチに後妻として娶られる。この結婚はエイミー自身よりも、母親が乗り気であったとされ、演奏活動によって報酬を得ることを止めるようにとのヘンリーの要望も、母親の同意を得て示されたようである。しかしながらヘンリーは、新妻の才能がピアニストとしての演奏よりも、作曲にあることを確信していたようで、作曲家としてたゆまぬ活動を続けるように説得し、応援し続けた。ヘンリーがエイミーに作曲をさせたのは、家庭に引き止めておきたかったからだとする主張もかつては唱えられたが、現在では博士が彼女にいっさい家事をさせなかったことがわかっている。いずれにせよ、エイミーのピアニストとしての活動は制約されたものの、新作を含めて自作の発表で演奏することは許可されていたため、エイミーの盛んな創作活動は、演奏活動への希望と結びついていたのかもしれない。
1910年に夫が不慮の事故死をとげ、翌年に母親も他界すると、ピアニストとしての活動に復帰し、自作の紹介も兼ねてヨーロッパに渡った。第一次世界大戦の勃発によって1914年にアメリカに強制送還されるまで、ドイツを拠点に演奏活動と外国生活を楽しんだ。ベルリン・フィルハーモニー管弦楽団によって、《交響曲ホ短調「ゲール風」》（1897年頃作曲）と《ピアノ協奏曲嬰ハ短調》（1899年頃作曲）が演奏されたのもこの頃であり、自作がベルリン・フィルによって演奏された、最初のアメリカ人作曲家にして最初の女性作曲家となった。
帰国後は、新時代の趣味の変化によって、作曲家としてほとんど顧みられなくなったが、ニューハンプシャー州ピーターバラのマクダウェル・コロニーや、ニューヨーク州を拠点に創作活動を続けた。また、女性作曲家の長老として、数々の社会事業で指導的な役割を積極的に引き受けた。ニューヨーク市で老衰により亡くなった。享年77。

## 作風
エイミー・ビーチは、ブラームスの堅固で精巧な作曲技法と、ワーグナーの進歩的な和声法や半音階的な書法を、独自のやり方で調和させた作曲家であった。フランスの音楽理論を独習したため、色彩的な管弦楽法や流麗な転調、魅力的な旋律美と情熱的な表現などが特徴的で、以上の性格からエイミー・ビーチの作風は、いくぶんフランクや初期のツェムリンスキーによく似ている。
当初はドイツ・ロマン派音楽の模倣に始まったが、チャドウィックとの親交やマクダウェルに対する敬意、ドヴォルザークへの反感から、イギリス諸島に由来する民族音楽（とりわけスコットランドやアイルランドの民謡）の要素を、積極的に取り入れるようになった。唯一の交響曲に添えられた副題「ゲール風 Gaelic」とは、ケルト民族の部族名ゴイデルを暗示しており、つまりは「アイルランド風」という意味である。
その他の主要な作品に、《交響的ミサ曲 変ホ長調》（1893年）、《ヴァイオリン・ソナタ イ短調》（1898年ごろ）、《ピアノ五重奏曲 嬰ヘ短調》（1906年）、《弦楽四重奏曲》（1921年ごろ）、《ピアノ三重奏曲 イ短調》（1941年ごろ）のほか、たくさんの合唱曲や声楽曲がある。歌劇は1幕ものの室内オペラ《参事会会議場 Cabildo》しか残さなかった。ピアノ曲はショパンやリストの華麗な書法を、ブラームスの重厚で緻密な展開に結びつけ、非常に洗練されている。歌曲は、サロン音楽の伝統にのっとって軽く感傷的なものから、民謡の面影をはっきりと留めたもの、より表現の意欲的なものまで幅広い。ヨーロッパから帰国後の晩年の作品では、半音階的書法を推し進めて、全音音階的なパッセージを取り入れるようになった。
またエイミー・ビーチは、リムスキー＝コルサコフやドビュッシーなどのように、音を聞くと色彩を感じる（あるいは色彩の刺激で音を感じる）共感覚の持ち主であり、作曲や編曲の際に調性を選ぶに当たっては、色との結びつきを念頭に置いていたという。

## 参考資料
- Adrienne Fried Block, Amy Beach, Passionate Victorian: The Life and Work of an American Composer, 1867-1944 (Oxford University Press, 1998)
- Walter S. Jenkins, The Remarkable Mrs. Beach, American Composer: A Biographical Account Based on Her Diaries, Letters, Newspaper Clippings, and Personal Reminiscences, edited by John H. Baron (Warren, MI: Harmonie Park Press, 1994)

### 全般
- Amy Marcy-Cheney Beach by Bruce Eder
- Amy Beach エイミー・ビーチ 譜面/資料
- エイミー・ビーチの楽譜 - 国際楽譜ライブラリープロジェクト

### 作品個別（試聴等）
- バラード作品6
  - Ballade, Op.6 - Keith Chambers（P）の独奏。当該独奏者自身の公式YouTube。
  - バラード作品6の楽譜 - 国際楽譜ライブラリープロジェクト
- 4つのスケッチ作品15
  - 1．秋に（In Autumn）、2．幻影（Phantoms）、3．夢想（Dreaming）、4．ホタル（蛍；Fireflies） - Shizue Sano (P)の独奏。当該独奏者自身の公式YouTube。
  - 4．ホタル（蛍；Fireflies） - Joel Fan (P)の独奏。当該独奏者自身の公式YouTube。
  - 4つのスケッチ作品15の楽譜 - 国際楽譜ライブラリープロジェクト
- ロマンス作品23
  - Amy Beach Romance《動画再生開始後2分58秒あたりから演奏開始（それまでプレトーク）》 - レイチェル・バートン・パイン（Rachel Barton Pine；Vn）、マシュー・ヘイグル（Matthew Hagle；P）による演奏。当該Vn独奏者自身の公式YouTube。
  - ロマンス作品23の楽譜 - 国際楽譜ライブラリープロジェクト
- フルートと弦楽四重奏のための「主題と変奏」作品80
  - Theme and Variations for flute and strings, Op.80 - Carol Wincenc (Fl)、Jonathan Swartz (Vn)、Erica Kiesewetter (Vn)、Nancy Buck (Vla)、Jesus Castro-Balbi (Vc)による演奏。Miami Music Festival (Miami Summer Music Festival)公式YouTube。
  - 「主題と変奏」作品80の楽譜 - 国際楽譜ライブラリープロジェクト